# 陈蔚文
陈蔚文（1950年9月—2021年5月8日），男，汉族，籍貫台湾新北，中华人民共和国政治人物，曾任广州中医药大学副校长、脾胃研究所所长，台盟中央副主席，广东省政协副主席，台盟广东省委主委，第十二届全国人民代表大会台湾省代表。

## 生平
陈蔚文毕业于广州中医药大学中医药学专业。1981年9月加入中国共产党。1983年3月加入台湾民主自治同盟。2008年起担任全国人大代表。2013年，担任广州中医药大学副校长。
2021年5月8日於廣州病逝。享年71歲。